# Gwang-Yang Voetbalstadion
Het Gwang-Yang Voetbalstadion (Koreaans: 광양축구전용구장) is een multifunctioneel stadion in Gwangyang, een stad in Zuid-Korea. De bijnaam van het stadion is 'Dragon Dungeon'.
In het stadion is plaats voor 13.496 toeschouwers. Het stadion werd geopend op 4 maart 1993.
Het stadion wordt vooral gebruikt voor voetbalwedstrijden, de voetbalclub Jeonnam Dragons maakt gebruik van dit stadion. In 2007 werden er in dit stadion wedstrijden gespeeld op het wereldkampioenschap voetbal onder 17. In dit stadion werden vier groepswedstrijden en twee achtste finales gespeeld.